# Baevo
Baevo (in russo Баево) è un villaggio (selo) del territorio dell'Altaj (Russia) con 4 707 abitanti (censimento del 14 ottobre 2010).

## Geografia
La località si trova circa 200 km in linea d'aria ad ovest del centro amministrativo regionale di Barnaul, nella steppa di Kulunda, sulla sponda destra del Kulunda. 7 km a sud di Baevo corre il canale di Kulunda.
Baevo è la sede amministrativa del rajon di Baevo, nonché la sede e l'unica località della comunità rurale Baevskij selsovet.

## Storia
Il villaggio è stato fondato nel 1756. Nel 1924 è divenuto capoluogo del rajon.

### Evoluzione demografica
Fonte: Risultati del Censimento Russo del 2010. Volume 1. Numero e distribuzione della popolazione.
- 1959: 3362
- 1970: 4918
- 1979: 5351
- 1989: 5556
- 2002: 5175
- 2010: 4707